# André Puget (militaire)
 (octobre 2021).
Si vous disposez d'ouvrages ou d'articles de référence ou si vous connaissez des sites web de qualité traitant du thème abordé ici, merci de compléter l'article en donnant les références utiles à sa vérifiabilité et en les liant à la section « Notes et références ».
Pour les articles homonymes, voir André Puget.
André Jean-Baptiste Marie Gabriel Puget, né le 29 janvier 1911 à Nantes et décédé le 26 janvier 1973 à Suresnes, est un militaire et diplomate français, successivement général d'armée aérienne et chef d'état major de la défense nationale, président-directeur général de la société de constructions aéronautiques Sud-Aviation et ambassadeur de France en Suède.

## Biographie

### Famille
Ses parents sont André Charles Marie Puget (1878-1943), agent de change et assureur, et Clotilde Marie Clémentine Bougoüin (1887-1971). Il se marie en 1936 avec sa cousine Thèrèse Pequin (1915-2009), fille du général de division aérienne Paul Pequin (1891-1973) et petite-fille François Bougoüin , avec qui il aura trois filles : Marie France (1938), épouse de Jacques du Tertre ; Solange (1940) et Edith Marie (1942), mère de Jérôme et de Jean-Francis Pécresse.

### Formation
Il effectue ses études secondaires à Nantes. Il prépare l'École spéciale militaire de Saint-Cyr qu'il intègre en 1929 dans la promotion Mangin. Après Saint-Cyr il complète sa formation à l'école militaire et d'application de l'aéronautique à Versailles puis à l'école d'aviation d'Avord. Il est breveté pilote militaire en 1932.

### Carrière militaire
Il est affecté à la 32ème escadre de bombardement en 1932. En 1939-1940, Il est officier d’état-major en zone opérationnelle. À l'armistice, il est nommé professeur aux écoles de Saint-Cyr et de Saint-Maixent repliées à Aix-en-Provence.
En 1942, sur la base de Meknès (Maroc) dans le groupe de bombardement 2/23, il est l’adjoint du commandant Gaston Venot. Après le débarquement allié du 8 novembre 1942, il participe à la campagne de Tunisie contre les troupes de Rommel. Fin 1943, il est muté en Angleterre pour être transformé sur bombardier lourd quadrimoteur Halifax. Après six mois de formation, il rejoint la base d’Elvington dans le Yorkshire où le groupe de bombardement 2/23 est placé sous commandement de la Royal Air Force avec le nom de squadron 346 Guyenne. Le commandant Puget remplace le lieutenant-Colonel Gaston Venot en septembre 1944 à la tête de ce squadron après que celui-ci ait été gravement blessé au retour d’une mission. Jusqu’à la fin des hostilités en Europe en mai 1945, il effectue comme pilote et commandant d’avion, de nombreuses missions de bombardement d’abord pour préparer le débarquement allié en Normandie, puis sur les bases de lancement de V1, et enfin sur des complexes industriels allemands notamment dans la Ruhr.
Après la guerre, il commande d’abord la 21ème escadre de bombardement. Comme lieutenant-colonel il est chef de cabinet du général chef d’état-major de l’air, puis chef d’état-major du commandement de l’air au Maroc.
Nommé colonel, il est de 1954 à 1957 attaché militaire auprès de l’ambassade de Londres pendant la période difficile de la crise de Suez, puis chef des opérations de l’état-major des forces aériennes alliées centre Europe. Il est promu général de brigade aérienne en 1956 à 45 ans et occupe le poste d’adjoint au major général de l’armée de l’air. Général de division en 1960, il est général de corps d’armée un an plus tard et général d’armée fin 1961. Le conseil des ministres du 30 octobre 1961 le nomme chef d’état-major de la défense nationale en remplacement du général Jean Olié,.

### Industrie
En raison de sa compétence aéronautique, de ses qualités d’organisateur, il est appelé par le gouvernement en juillet 1962 à travailler pour la société Sud-Aviation, dont il devient le président-directeur général. Il signe à Londres l’accord pour la construction du Concorde. C’est sous sa direction que Sud-Aviation développe ses divisions hélicoptères et missiles et c’est sous son impulsion que Sud-Aviation devient en 1966 la principale société œuvrant pour la mise au point de l’avion Airbus. Fin 1966, le gouvernement souhaite porter Maurice Papon, ancien préfet de police, à la tête de Sud-Aviation. Le général Puget quitte Sud-Aviation en 1967, malgré les protestations des syndicats,.

### Diplomatie
Il est alors nommé ambassadeur de France à Stockholm. Il établit avec les autorités suédoises, des contacts étroits qui vont conduire à développer les relations industrielles entre les deux pays. Il quitte ces fonctions en 1970
Du fait de son expérience du commandement, de l’organisation et de l’industrie, il se voit ensuite confier, par la chambre de commerce et d'industrie de Paris, la direction du centre d'enseignement supérieur des affaires de Jouy-en-Josas de 1970 à 1973.

## Principales distinctions
- Grand-officier de la Légion d'honneur (1958)
- Grand-croix de l'ordre national du Mérite (1966)
- Croix de guerre 1939-1945 avec 7 citations
- Distinguished Service Order
- Médaille de l'Aéronautique
- Grand-croix de l'ordre royal de l'Étoile polaire